# Barbro Hiort af Ornäs
Barbro Hiort af Ornäs (Gotemburgo, 28 de agosto de 1921-Estocolmo, 28 de noviembre de 2015) fue una actriz sueca.
Junto a Bibi Andersson, Eva Dahlbeck y Ingrid Thulin, ganó el premio a la mejor actriz en el Festival de Cannes de 1958 por la película En el umbral de la vida.

## Filmografía
- Den utvalde (2005)
- Hälsoresan - En smal film av stor vikt (1999)
- Selma & Johanna - en roadmovie (1997)
- Den ofrivillige golfaren (1991)
- Amelia (1991)
- SOS (1988)
- Snowroller - Sällskapsresan II (1985)
- Jag är med barn (1979)
- Mackan (1977)
- Champagnegalopp (1975)
- Bröllopet (1973)
- Smutsiga fingrar (1973)
- La carcoma (1971)
- Skräcken har 1000 ögon (1970)
- Pasión (1969)
- Eva - den utstötta (1969)
- Som natt och dag (1969)
- ...som havets nakna vind (1968)
- La vergüenza (1968)
- Älskande par (1964)
- ¡Esas mujeres! (1964)
- Lita på mej älskling (1961)
- Pojken i trädet (1961)
- Som man bäddar... (1958)
- En el umbral de la vida (1958)
- Gäst i eget hus (1957)
- Spielbank-Affäre (1957)
- Vägen genom Skå (1957)
- Sju vackra flickor (1956)
- Das Fräulein von Scuderi (1955)
- Älskling på vågen (1955)
- Barabbas (1953)
- Greve Svensson (1951)
- Fästmö uthyres (1950)
- Cuando la ciudad duerme (1950)
- Flickan från tredje raden (1949)
- Ungdom i fara (1946)
- Kvinnor i fångenskap (1943)

## Premios y distinciones
Festival Internacional de Cine de Cannes
| Año  | Categoría    | Película                | Resultado |
| ---- | ------------ | ----------------------- | --------- |
| 1958 | Mejor actriz | En el umbral de la vida | Ganadora  |